# Copa del Rey de fútbol 2000-01
La Copa del Rey de Fútbol 2000-01 es la edición número 97 de dicha competición española. Se disputó con la participación de equipos de las divisiones Primera, Segunda, Segunda B y Tercera, excepto los equipos filiales de otros clubes aunque jueguen en dichas categorías.
El campeón fue el Real Zaragoza, por 5ª vez en su historia al vencer en la final disputada en el Estadio Olímpico de La Cartuja al RC Celta de Vigo por 3 goles a 1.

## Ronda previa
En esta ronda preliminar participaron únicamente los equipos de Segunda B y Tercera división clasificados, (22 y 12 equipos respectivamente), salvo los exentos por sorteo:  Gimnástica de Torrelavega y Granada CF y los exentos por ser recién descendidos a Segunda B: CD Toledo y CD Logroñés, aunque este último fue descendido de forma automática a Tercera División por problemas económicos. La eliminatoria estuvo compuesta por 17 encuentros y se jugó a doble partido los días 30 de agosto (ida) y 6 de septiembre de 2000 (vuelta). 
| 30 de agosto de 2000 | 6 de septiembre de 2000 |

| Ida | Local ida               | Resultado global | Local vuelta                  | Vuelta |
| --- | ----------------------- | ---------------- | ----------------------------- | ------ |
| 0-1 | CD Coslada              | 1-5              | CD Mensajero                  | 4-1    |
| 0-1 | UD Xove Lago            | 0-5              | CD Ourense                    | 4-0    |
| 1-4 | CD Lealtad              | 2-6              | UD San Sebastián de los Reyes | 2-1    |
| 1-2 | La Bañeza FC            | 2-3              | UD Orotava                    | 1-1    |
| 2-1 | SD Lemona               | 2-2              | Barakaldo CF                  | 1-0    |
| 2-4 | UD Fraga                | 2-6              | SD Beasain                    | 2-0    |
| 0-1 | SD Noja                 | 2-4              | Burgos CF                     | 3-2    |
| 0-0 | Aurrerá de Vitoria      | 1-0              | Peña Sport FC                 | 0-1    |
| 2-1 | CD Atlético Baleares    | 2-2              | CF Gandia                     | 1-0    |
| 2-2 | CF Balaguer             | 3-5              | CD Burriana                   | 3-1    |
| 0-1 | Hércules CF             | 2-3              | UDA Gramenet                  | 2-2    |
| 1-1 | CD Castellón            | 1-4              | UE Figueres                   | 3-0    |
| 0-2 | Club Olímpico de Totana | 0-8              | AD Ceuta                      | 6-0    |
| 2-4 | UD Puertollano          | 2-6              | Guadix CF                     | 2-0    |
| 2-1 | CD Don Benito           | 3-4              | Xerez CD                      | 3-1    |
| 2-2 | Dos Hermanas CF         | 3-4              | Poli Ejido                    | 2-1    |
| 0-0 | CP Almería              | 0-1              | Algeciras CF                  | 1-0    |

Clubes exentos: CD Logroñés, CD Toledo, Gimnástica de Torrelavega y Granada CF.

## Treintaidosavos de final
En esta primera ronda participaron todos los clubes de Primera y Segunda división (42 equipos), más los clubes de Segunda B y Tercera (18 y 2 equipos respectivamente) clasificados de la ronda preliminar salvo el UD San Sebastián de los Reyes (exento por sorteo). La eliminatoria compuesta por 31 encuentros se decidió a partido único, jugado en el campo del equipo más débil (según categoría) y disputado los días 12 y 13 de diciembre. El sorteo se hizo de tal forma que los equipos de Primera División en su condición de cabezas de serie no pudieran enfrentarse entre sí.
| 12 de diciembre de 2000: |

| Local        | Resultado | Visitante      |
| ------------ | --------- | -------------- |
| UDA Gramenet | 0-1       | Valencia CF    |
| CF Gandia    | 0-3       | F.C. Barcelona |
| CD Burriana  | 1-2       | Villarreal CF  |

| 13 de diciembre de 2000: |

| Local                                        | Resultado | Visitante              |
| -------------------------------------------- | --------- | ---------------------- |
| CD Toledo                                    | 2-1       | Real Madrid            |
| SD Eibar                                     | 0-1       | Real Zaragoza          |
| UD Orotava                                   | 1-1 (2-4) | Rayo Vallecano         |
| CD Ourense                                   | 0-2       | Real Valladolid        |
| CD Mensajero                                 | 0-1       | Celta de Vigo          |
| Universidad de Las Palmas de Gran Canaria CF | 0-1       | Deportivo de La Coruña |
| CD Tenerife                                  | 2-1       | Real Oviedo            |
| Sporting de Gijón                            | 1-1 (4-5) | UD Las Palmas          |
| Racing de Ferrol                             | 0-1       | CD Leganés             |
| SD Compostela                                | 3-0       | Getafe CF              |
| Atlético de Madrid                           | 1-0       | UD Salamanca           |
| CD Logroñés                                  | 0-2       | CA Osasuna             |
| Aurrerá de Vitoria                           | 0-2       | Athletic Club          |
| Gimnástica de Torrelavega                    | 2-2 (4-1) | Deportivo Alavés       |
| Barakaldo CF                                 | 1-1 (3-4) | CD Numancia            |
| Levante UD                                   | 3-0       | UE Lleida              |
| Poli Ejido                                   | 1-2       | Guadix CF              |
| Granada CF                                   | 1-0       | Recreativo de Huelva   |
| Real Jaén CF                                 | 2-1       | Real Betis             |
| Córdoba CF                                   | 0-2       | CD Badajoz             |
| Xerez CD                                     | 2-1       | Sevilla FC             |
| Burgos CF                                    | 0-2       | Racing de Santander    |
| Real Murcia CF                               | 3-1       | Elche CF               |
| SD Beasain                                   | 2-1       | Real Sociedad          |
| Albacete Balompié                            | 0-1       | RCD Espanyol           |
| UE Figueres                                  | 0-2       | RCD Mallorca           |
| Algeciras CF                                 | 0-3       | CF Extremadura         |
| AD Ceuta                                     | 3-2       | Málaga CF              |

Club exento: UD San Sebastián de los Reyes.

 Entre paréntesis resultado en la tanda de penaltis.

## Dieciseisavos de final
Esta ronda se jugó los días 2 y 3 de enero de 2001. En ella a los 32 equipos que superaron la fase anterior se enfrentaron entre sí. El sorteo se hizo de tal forma que los equipos de Segunda División, Segunda B y Tercera se enfrentaron a los equipos de Primera. Al igual que en la ronda anterior, la eliminatoria se disputó a partido único en campo del rival de menor categoría.
| 2 de enero de 2001: |

| Local                         | Resultado | Visitante     |
| ----------------------------- | --------- | ------------- |
| UD San Sebastián de los Reyes | 1-2       | Athletic Club |
| Granada CF                    | 1-1 (4-2) | Villarreal CF |
| Levante UD                    | 0-2       | RCD Espanyol  |

| 3 de enero de 2001: |

| Local                     | Resultado | Visitante              |
| ------------------------- | --------- | ---------------------- |
| Gimnástica de Torrelavega | 2-1       | UD Las Palmas          |
| SD Beasáin                | 0-3       | Real Zaragoza          |
| CD Toledo                 | 0-1       | Rayo Vallecano         |
| SD Compostela             | 1-3       | Celta de Vigo          |
| CD Tenerife               | 3-2       | Deportivo de La Coruña |
| Atlético de Madrid        | 3-1       | CA Osasuna             |
| CF Extremadura            | 2-1       | Real Valladolid        |
| CD Leganés                | 2-0       | CD Numancia            |
| Xerez CD                  | 0-3       | RCD Mallorca           |
| AD Ceuta                  | 0-3       | F.C. Barcelona         |
| Guadix CF                 | 4-4 (6-5) | Valencia CF            |
| Real Jaén CF              | 1-1 (8-9) | Real Murcia CF         |
| CD Badajoz                | 0-4       | Racing de Santander    |

 Entre paréntesis resultado en la tanda de penaltis.

## Fase final (cuadro)
|  | Dieciseisavos de final | Dieciseisavos de final |                    |                     | Octavos de final                                                 | Octavos de final                                                 | Octavos de final                                                 | Octavos de final                                                 |  |                     | Cuartos de final                                                 | Cuartos de final                                                 | Cuartos de final                                                 | Cuartos de final                                                 |  |                    | Semifinales                                                      | Semifinales                                                      | Semifinales                                                      | Semifinales                                                      |  |               | Final                                              | Final                                              |  |
|  | 2 y 3 de enero de 2001 | 2 y 3 de enero de 2001 |                    |                     | 10 y 11 de enero de 2001 (ida) 16 y 17 de enero de 2001 (vuelta) | 10 y 11 de enero de 2001 (ida) 16 y 17 de enero de 2001 (vuelta) | 10 y 11 de enero de 2001 (ida) 16 y 17 de enero de 2001 (vuelta) | 10 y 11 de enero de 2001 (ida) 16 y 17 de enero de 2001 (vuelta) |  |                     | 30 y 31 de enero de 2001 (ida) 6 y 7 de febrero de 2001 (vuelta) | 30 y 31 de enero de 2001 (ida) 6 y 7 de febrero de 2001 (vuelta) | 30 y 31 de enero de 2001 (ida) 6 y 7 de febrero de 2001 (vuelta) | 30 y 31 de enero de 2001 (ida) 6 y 7 de febrero de 2001 (vuelta) |  |                    | 20 y 21 de junio de 2001 (ida) 23 y 24 de junio de 2001 (vuelta) | 20 y 21 de junio de 2001 (ida) 23 y 24 de junio de 2001 (vuelta) | 20 y 21 de junio de 2001 (ida) 23 y 24 de junio de 2001 (vuelta) | 20 y 21 de junio de 2001 (ida) 23 y 24 de junio de 2001 (vuelta) |  |               | 30 de junio de 2001 Estadio de La Cartuja, Sevilla | 30 de junio de 2001 Estadio de La Cartuja, Sevilla |  |
|  |                        |                        |                    |                     |                                                                  |                                                                  |                                                                  |                                                                  |  |                     |                                                                  |                                                                  |                                                                  |                                                                  |  |                    |                                                                  |                                                                  |                                                                  |                                                                  |  |               |                                                    |                                                    |  |
|  |                        |                        |                    |                     |                                                                  |                                                                  |                                                                  |                                                                  |  |                     |                                                                  |                                                                  |                                                                  |                                                                  |  |                    |                                                                  |                                                                  |                                                                  |                                                                  |  |               |                                                    |                                                    |  |
|  | Leganés                | 2                      |                    |                     |                                                                  |                                                                  |                                                                  |                                                                  |  |                     |                                                                  |                                                                  |                                                                  |                                                                  |  |                    |                                                                  |                                                                  |                                                                  |                                                                  |  |               |                                                    |                                                    |  |
|  | Leganés                | 2                      |                    |                     |                                                                  |                                                                  |                                                                  |                                                                  |  |                     |                                                                  |                                                                  |                                                                  |                                                                  |  |                    |                                                                  |                                                                  |                                                                  |                                                                  |  |               |                                                    |                                                    |  |
|  | Numancia               | 0                      |                    |                     |                                                                  |                                                                  |                                                                  |                                                                  |  |                     |                                                                  |                                                                  |                                                                  |                                                                  |  |                    |                                                                  |                                                                  |                                                                  |                                                                  |  |               |                                                    |                                                    |  |
|  | Numancia               | 0                      |                    | Leganés             | 1                                                                | 1                                                                | 2                                                                |                                                                  |  |                     |                                                                  |                                                                  |                                                                  |                                                                  |  |                    |                                                                  |                                                                  |                                                                  |                                                                  |  |               |                                                    |                                                    |  |
|  |                        |                        |                    | Leganés             | 1                                                                | 1                                                                | 2                                                                |                                                                  |  |                     |                                                                  |                                                                  |                                                                  |                                                                  |  |                    |                                                                  |                                                                  |                                                                  |                                                                  |  |               |                                                    |                                                    |  |
|  |                        |                        | Celta de Vigo (v.) | 2                   | 0                                                                | 2                                                                |                                                                  |                                                                  |  |                     |                                                                  |                                                                  |                                                                  |                                                                  |  |                    |                                                                  |                                                                  |                                                                  |                                                                  |  |               |                                                    |                                                    |  |
|  | Compostela             | 1                      | Celta de Vigo (v.) | 2                   | 0                                                                | 2                                                                |                                                                  |                                                                  |  |                     |                                                                  |                                                                  |                                                                  |                                                                  |  |                    |                                                                  |                                                                  |                                                                  |                                                                  |  |               |                                                    |                                                    |  |
|  | Compostela             | 1                      |                    |                     |                                                                  |                                                                  |                                                                  |                                                                  |  |                     |                                                                  |                                                                  |                                                                  |                                                                  |  |                    |                                                                  |                                                                  |                                                                  |                                                                  |  |               |                                                    |                                                    |  |
|  | Celta de Vigo (t. s.)  | 3                      |                    |                     |                                                                  |                                                                  |                                                                  |                                                                  |  |                     |                                                                  |                                                                  |                                                                  |                                                                  |  |                    |                                                                  |                                                                  |                                                                  |                                                                  |  |               |                                                    |                                                    |  |
|  | Celta de Vigo (t. s.)  | 3                      |                    |                     |                                                                  |                                                                  |                                                                  |                                                                  |  | Celta de Vigo       | 3                                                                | 1                                                                | 4                                                                |                                                                  |  |                    |                                                                  |                                                                  |                                                                  |                                                                  |  |               |                                                    |                                                    |  |
|  |                        |                        |                    |                     |                                                                  |                                                                  |                                                                  |                                                                  |  | Celta de Vigo       | 3                                                                | 1                                                                | 4                                                                |                                                                  |  |                    |                                                                  |                                                                  |                                                                  |                                                                  |  |               |                                                    |                                                    |  |
|  |                        |                        | Mallorca           | 1                   | 2                                                                | 3                                                                |                                                                  |                                                                  |  |                     |                                                                  |                                                                  |                                                                  |                                                                  |  |                    |                                                                  |                                                                  |                                                                  |                                                                  |  |               |                                                    |                                                    |  |
|  | Tenerife               | 3                      | Mallorca           | 1                   | 2                                                                | 3                                                                |                                                                  |                                                                  |  |                     |                                                                  |                                                                  |                                                                  |                                                                  |  |                    |                                                                  |                                                                  |                                                                  |                                                                  |  |               |                                                    |                                                    |  |
|  | Tenerife               | 3                      |                    |                     |                                                                  |                                                                  |                                                                  |                                                                  |  |                     |                                                                  |                                                                  |                                                                  |                                                                  |  |                    |                                                                  |                                                                  |                                                                  |                                                                  |  |               |                                                    |                                                    |  |
|  | Deportivo La Coruña    | 2                      |                    |                     |                                                                  |                                                                  |                                                                  |                                                                  |  |                     |                                                                  |                                                                  |                                                                  |                                                                  |  |                    |                                                                  |                                                                  |                                                                  |                                                                  |  |               |                                                    |                                                    |  |
|  | Deportivo La Coruña    | 2                      |                    | Tenerife            | 0                                                                | 0                                                                | 0                                                                |                                                                  |  |                     |                                                                  |                                                                  |                                                                  |                                                                  |  |                    |                                                                  |                                                                  |                                                                  |                                                                  |  |               |                                                    |                                                    |  |
|  |                        |                        |                    | Tenerife            | 0                                                                | 0                                                                | 0                                                                |                                                                  |  |                     |                                                                  |                                                                  |                                                                  |                                                                  |  |                    |                                                                  |                                                                  |                                                                  |                                                                  |  |               |                                                    |                                                    |  |
|  |                        |                        | Mallorca           | 2                   | 2                                                                | 4                                                                |                                                                  |                                                                  |  |                     |                                                                  |                                                                  |                                                                  |                                                                  |  |                    |                                                                  |                                                                  |                                                                  |                                                                  |  |               |                                                    |                                                    |  |
|  | Xerez                  | 0                      | Mallorca           | 2                   | 2                                                                | 4                                                                |                                                                  |                                                                  |  |                     |                                                                  |                                                                  |                                                                  |                                                                  |  |                    |                                                                  |                                                                  |                                                                  |                                                                  |  |               |                                                    |                                                    |  |
|  | Xerez                  | 0                      |                    |                     |                                                                  |                                                                  |                                                                  |                                                                  |  |                     |                                                                  |                                                                  |                                                                  |                                                                  |  |                    |                                                                  |                                                                  |                                                                  |                                                                  |  |               |                                                    |                                                    |  |
|  | Mallorca               | 3                      |                    |                     |                                                                  |                                                                  |                                                                  |                                                                  |  |                     |                                                                  |                                                                  |                                                                  |                                                                  |  |                    |                                                                  |                                                                  |                                                                  |                                                                  |  |               |                                                    |                                                    |  |
|  | Mallorca               | 3                      |                    |                     |                                                                  |                                                                  |                                                                  |                                                                  |  |                     |                                                                  |                                                                  |                                                                  |                                                                  |  | Celta de Vigo      | 3                                                                | 1                                                                | 4                                                                |                                                                  |  |               |                                                    |                                                    |  |
|  |                        |                        |                    |                     |                                                                  |                                                                  |                                                                  |                                                                  |  |                     |                                                                  |                                                                  |                                                                  |                                                                  |  | Celta de Vigo      | 3                                                                | 1                                                                | 4                                                                |                                                                  |  |               |                                                    |                                                    |  |
|  |                        |                        | Barcelona          | 1                   | 1                                                                | 2                                                                |                                                                  |                                                                  |  |                     |                                                                  |                                                                  |                                                                  |                                                                  |  |                    |                                                                  |                                                                  |                                                                  |                                                                  |  |               |                                                    |                                                    |  |
|  | Extremadura (t. s.)    | 2                      | Barcelona          | 1                   | 1                                                                | 2                                                                |                                                                  |                                                                  |  |                     |                                                                  |                                                                  |                                                                  |                                                                  |  |                    |                                                                  |                                                                  |                                                                  |                                                                  |  |               |                                                    |                                                    |  |
|  | Extremadura (t. s.)    | 2                      |                    |                     |                                                                  |                                                                  |                                                                  |                                                                  |  |                     |                                                                  |                                                                  |                                                                  |                                                                  |  |                    |                                                                  |                                                                  |                                                                  |                                                                  |  |               |                                                    |                                                    |  |
|  | Real Valladolid        | 1                      |                    |                     |                                                                  |                                                                  |                                                                  |                                                                  |  |                     |                                                                  |                                                                  |                                                                  |                                                                  |  |                    |                                                                  |                                                                  |                                                                  |                                                                  |  |               |                                                    |                                                    |  |
|  | Real Valladolid        | 1                      |                    | Extremadura         | 1                                                                | 0                                                                | 1                                                                |                                                                  |  |                     |                                                                  |                                                                  |                                                                  |                                                                  |  |                    |                                                                  |                                                                  |                                                                  |                                                                  |  |               |                                                    |                                                    |  |
|  |                        |                        |                    | Extremadura         | 1                                                                | 0                                                                | 1                                                                |                                                                  |  |                     |                                                                  |                                                                  |                                                                  |                                                                  |  |                    |                                                                  |                                                                  |                                                                  |                                                                  |  |               |                                                    |                                                    |  |
|  |                        |                        | Espanyol           | 1                   | 1                                                                | 2                                                                |                                                                  |                                                                  |  |                     |                                                                  |                                                                  |                                                                  |                                                                  |  |                    |                                                                  |                                                                  |                                                                  |                                                                  |  |               |                                                    |                                                    |  |
|  | Levante                | 0                      | Espanyol           | 1                   | 1                                                                | 2                                                                |                                                                  |                                                                  |  |                     |                                                                  |                                                                  |                                                                  |                                                                  |  |                    |                                                                  |                                                                  |                                                                  |                                                                  |  |               |                                                    |                                                    |  |
|  | Levante                | 0                      |                    |                     |                                                                  |                                                                  |                                                                  |                                                                  |  |                     |                                                                  |                                                                  |                                                                  |                                                                  |  |                    |                                                                  |                                                                  |                                                                  |                                                                  |  |               |                                                    |                                                    |  |
|  | Espanyol               | 2                      |                    |                     |                                                                  |                                                                  |                                                                  |                                                                  |  |                     |                                                                  |                                                                  |                                                                  |                                                                  |  |                    |                                                                  |                                                                  |                                                                  |                                                                  |  |               |                                                    |                                                    |  |
|  | Espanyol               | 2                      |                    |                     |                                                                  |                                                                  |                                                                  |                                                                  |  | Espanyol            | 1                                                                | 1                                                                | 2                                                                |                                                                  |  |                    |                                                                  |                                                                  |                                                                  |                                                                  |  |               |                                                    |                                                    |  |
|  |                        |                        |                    |                     |                                                                  |                                                                  |                                                                  |                                                                  |  | Espanyol            | 1                                                                | 1                                                                | 2                                                                |                                                                  |  |                    |                                                                  |                                                                  |                                                                  |                                                                  |  |               |                                                    |                                                    |  |
|  |                        |                        | Barcelona          | 2                   | 1                                                                | 3                                                                |                                                                  |                                                                  |  |                     |                                                                  |                                                                  |                                                                  |                                                                  |  |                    |                                                                  |                                                                  |                                                                  |                                                                  |  |               |                                                    |                                                    |  |
|  | Gim. de Torrelavega    | 2                      | Barcelona          | 2                   | 1                                                                | 3                                                                |                                                                  |                                                                  |  |                     |                                                                  |                                                                  |                                                                  |                                                                  |  |                    |                                                                  |                                                                  |                                                                  |                                                                  |  |               |                                                    |                                                    |  |
|  | Gim. de Torrelavega    | 2                      |                    |                     |                                                                  |                                                                  |                                                                  |                                                                  |  |                     |                                                                  |                                                                  |                                                                  |                                                                  |  |                    |                                                                  |                                                                  |                                                                  |                                                                  |  |               |                                                    |                                                    |  |
|  | Las Palmas             | 1                      |                    |                     |                                                                  |                                                                  |                                                                  |                                                                  |  |                     |                                                                  |                                                                  |                                                                  |                                                                  |  |                    |                                                                  |                                                                  |                                                                  |                                                                  |  |               |                                                    |                                                    |  |
|  | Las Palmas             | 1                      |                    | Gim. de Torrelavega | 0                                                                | 0                                                                | 0                                                                |                                                                  |  |                     |                                                                  |                                                                  |                                                                  |                                                                  |  |                    |                                                                  |                                                                  |                                                                  |                                                                  |  |               |                                                    |                                                    |  |
|  |                        |                        |                    | Gim. de Torrelavega | 0                                                                | 0                                                                | 0                                                                |                                                                  |  |                     |                                                                  |                                                                  |                                                                  |                                                                  |  |                    |                                                                  |                                                                  |                                                                  |                                                                  |  |               |                                                    |                                                    |  |
|  |                        |                        | Barcelona          | 1                   | 0                                                                | 1                                                                |                                                                  |                                                                  |  |                     |                                                                  |                                                                  |                                                                  |                                                                  |  |                    |                                                                  |                                                                  |                                                                  |                                                                  |  |               |                                                    |                                                    |  |
|  | Ceuta                  | 0                      | Barcelona          | 1                   | 0                                                                | 1                                                                |                                                                  |                                                                  |  |                     |                                                                  |                                                                  |                                                                  |                                                                  |  |                    |                                                                  |                                                                  |                                                                  |                                                                  |  |               |                                                    |                                                    |  |
|  | Ceuta                  | 0                      |                    |                     |                                                                  |                                                                  |                                                                  |                                                                  |  |                     |                                                                  |                                                                  |                                                                  |                                                                  |  |                    |                                                                  |                                                                  |                                                                  |                                                                  |  |               |                                                    |                                                    |  |
|  | Barcelona              | 3                      |                    |                     |                                                                  |                                                                  |                                                                  |                                                                  |  |                     |                                                                  |                                                                  |                                                                  |                                                                  |  |                    |                                                                  |                                                                  |                                                                  |                                                                  |  |               |                                                    |                                                    |  |
|  | Barcelona              | 3                      |                    |                     |                                                                  |                                                                  |                                                                  |                                                                  |  |                     |                                                                  |                                                                  |                                                                  |                                                                  |  |                    |                                                                  |                                                                  |                                                                  |                                                                  |  | Celta de Vigo | 1                                                  |                                                    |  |
|  |                        |                        |                    |                     |                                                                  |                                                                  |                                                                  |                                                                  |  |                     |                                                                  |                                                                  |                                                                  |                                                                  |  |                    |                                                                  |                                                                  |                                                                  |                                                                  |  | Celta de Vigo | 1                                                  |                                                    |  |
|  |                        |                        | Real Zaragoza      | 3                   |                                                                  |                                                                  |                                                                  |                                                                  |  |                     |                                                                  |                                                                  |                                                                  |                                                                  |  |                    |                                                                  |                                                                  |                                                                  |                                                                  |  |               |                                                    |                                                    |  |
|  | Guadix (p.)            | 4 (6)                  | Real Zaragoza      | 3                   |                                                                  |                                                                  |                                                                  |                                                                  |  |                     |                                                                  |                                                                  |                                                                  |                                                                  |  |                    |                                                                  |                                                                  |                                                                  |                                                                  |  |               |                                                    |                                                    |  |
|  | Guadix (p.)            | 4 (6)                  |                    |                     |                                                                  |                                                                  |                                                                  |                                                                  |  |                     |                                                                  |                                                                  |                                                                  |                                                                  |  |                    |                                                                  |                                                                  |                                                                  |                                                                  |  |               |                                                    |                                                    |  |
|  | Valencia               | 4 (5)                  |                    |                     |                                                                  |                                                                  |                                                                  |                                                                  |  |                     |                                                                  |                                                                  |                                                                  |                                                                  |  |                    |                                                                  |                                                                  |                                                                  |                                                                  |  |               |                                                    |                                                    |  |
|  | Valencia               | 4 (5)                  |                    | Guadix              | 0                                                                | 0                                                                | 0 (4)                                                            |                                                                  |  |                     |                                                                  |                                                                  |                                                                  |                                                                  |  |                    |                                                                  |                                                                  |                                                                  |                                                                  |  |               |                                                    |                                                    |  |
|  |                        |                        |                    | Guadix              | 0                                                                | 0                                                                | 0 (4)                                                            |                                                                  |  |                     |                                                                  |                                                                  |                                                                  |                                                                  |  |                    |                                                                  |                                                                  |                                                                  |                                                                  |  |               |                                                    |                                                    |  |
|  |                        |                        | Granada (p.)       | 0                   | 0                                                                | 0 (5)                                                            |                                                                  |                                                                  |  |                     |                                                                  |                                                                  |                                                                  |                                                                  |  |                    |                                                                  |                                                                  |                                                                  |                                                                  |  |               |                                                    |                                                    |  |
|  | Granada (p.)           | 1 (4)                  | Granada (p.)       | 0                   | 0                                                                | 0 (5)                                                            |                                                                  |                                                                  |  |                     |                                                                  |                                                                  |                                                                  |                                                                  |  |                    |                                                                  |                                                                  |                                                                  |                                                                  |  |               |                                                    |                                                    |  |
|  | Granada (p.)           | 1 (4)                  |                    |                     |                                                                  |                                                                  |                                                                  |                                                                  |  |                     |                                                                  |                                                                  |                                                                  |                                                                  |  |                    |                                                                  |                                                                  |                                                                  |                                                                  |  |               |                                                    |                                                    |  |
|  | Villarreal             | 1 (2)                  |                    |                     |                                                                  |                                                                  |                                                                  |                                                                  |  |                     |                                                                  |                                                                  |                                                                  |                                                                  |  |                    |                                                                  |                                                                  |                                                                  |                                                                  |  |               |                                                    |                                                    |  |
|  | Villarreal             | 1 (2)                  |                    |                     |                                                                  |                                                                  |                                                                  |                                                                  |  | Granada             | 0                                                                | 1                                                                | 1                                                                |                                                                  |  |                    |                                                                  |                                                                  |                                                                  |                                                                  |  |               |                                                    |                                                    |  |
|  |                        |                        |                    |                     |                                                                  |                                                                  |                                                                  |                                                                  |  | Granada             | 0                                                                | 1                                                                | 1                                                                |                                                                  |  |                    |                                                                  |                                                                  |                                                                  |                                                                  |  |               |                                                    |                                                    |  |
|  |                        |                        | Atlético de Madrid | 1                   | 3                                                                | 4                                                                |                                                                  |                                                                  |  |                     |                                                                  |                                                                  |                                                                  |                                                                  |  |                    |                                                                  |                                                                  |                                                                  |                                                                  |  |               |                                                    |                                                    |  |
|  | Atlético de Madrid     | 3                      | Atlético de Madrid | 1                   | 3                                                                | 4                                                                |                                                                  |                                                                  |  |                     |                                                                  |                                                                  |                                                                  |                                                                  |  |                    |                                                                  |                                                                  |                                                                  |                                                                  |  |               |                                                    |                                                    |  |
|  | Atlético de Madrid     | 3                      |                    |                     |                                                                  |                                                                  |                                                                  |                                                                  |  |                     |                                                                  |                                                                  |                                                                  |                                                                  |  |                    |                                                                  |                                                                  |                                                                  |                                                                  |  |               |                                                    |                                                    |  |
|  | Osasuna                | 1                      |                    |                     |                                                                  |                                                                  |                                                                  |                                                                  |  |                     |                                                                  |                                                                  |                                                                  |                                                                  |  |                    |                                                                  |                                                                  |                                                                  |                                                                  |  |               |                                                    |                                                    |  |
|  | Osasuna                | 1                      |                    | Atlético de Madrid  | 2                                                                | 2                                                                | 4                                                                |                                                                  |  |                     |                                                                  |                                                                  |                                                                  |                                                                  |  |                    |                                                                  |                                                                  |                                                                  |                                                                  |  |               |                                                    |                                                    |  |
|  |                        |                        |                    | Atlético de Madrid  | 2                                                                | 2                                                                | 4                                                                |                                                                  |  |                     |                                                                  |                                                                  |                                                                  |                                                                  |  |                    |                                                                  |                                                                  |                                                                  |                                                                  |  |               |                                                    |                                                    |  |
|  |                        |                        | Rayo Vallecano     | 2                   | 0                                                                | 2                                                                |                                                                  |                                                                  |  |                     |                                                                  |                                                                  |                                                                  |                                                                  |  |                    |                                                                  |                                                                  |                                                                  |                                                                  |  |               |                                                    |                                                    |  |
|  | Toledo                 | 0                      | Rayo Vallecano     | 2                   | 0                                                                | 2                                                                |                                                                  |                                                                  |  |                     |                                                                  |                                                                  |                                                                  |                                                                  |  |                    |                                                                  |                                                                  |                                                                  |                                                                  |  |               |                                                    |                                                    |  |
|  | Toledo                 | 0                      |                    |                     |                                                                  |                                                                  |                                                                  |                                                                  |  |                     |                                                                  |                                                                  |                                                                  |                                                                  |  |                    |                                                                  |                                                                  |                                                                  |                                                                  |  |               |                                                    |                                                    |  |
|  | Rayo Vallecano         | 1                      |                    |                     |                                                                  |                                                                  |                                                                  |                                                                  |  |                     |                                                                  |                                                                  |                                                                  |                                                                  |  |                    |                                                                  |                                                                  |                                                                  |                                                                  |  |               |                                                    |                                                    |  |
|  | Rayo Vallecano         | 1                      |                    |                     |                                                                  |                                                                  |                                                                  |                                                                  |  |                     |                                                                  |                                                                  |                                                                  |                                                                  |  | Atlético de Madrid | 0                                                                | 1                                                                | 1                                                                |                                                                  |  |               |                                                    |                                                    |  |
|  |                        |                        |                    |                     |                                                                  |                                                                  |                                                                  |                                                                  |  |                     |                                                                  |                                                                  |                                                                  |                                                                  |  | Atlético de Madrid | 0                                                                | 1                                                                | 1                                                                |                                                                  |  |               |                                                    |                                                    |  |
|  |                        |                        | Real Zaragoza      | 2                   | 0                                                                | 2                                                                |                                                                  |                                                                  |  |                     |                                                                  |                                                                  |                                                                  |                                                                  |  |                    |                                                                  |                                                                  |                                                                  |                                                                  |  |               |                                                    |                                                    |  |
|  | Badajoz                | 0                      | Real Zaragoza      | 2                   | 0                                                                | 2                                                                |                                                                  |                                                                  |  |                     |                                                                  |                                                                  |                                                                  |                                                                  |  |                    |                                                                  |                                                                  |                                                                  |                                                                  |  |               |                                                    |                                                    |  |
|  | Badajoz                | 0                      |                    |                     |                                                                  |                                                                  |                                                                  |                                                                  |  |                     |                                                                  |                                                                  |                                                                  |                                                                  |  |                    |                                                                  |                                                                  |                                                                  |                                                                  |  |               |                                                    |                                                    |  |
|  | Racing de Santander    | 4                      |                    |                     |                                                                  |                                                                  |                                                                  |                                                                  |  |                     |                                                                  |                                                                  |                                                                  |                                                                  |  |                    |                                                                  |                                                                  |                                                                  |                                                                  |  |               |                                                    |                                                    |  |
|  | Racing de Santander    | 4                      |                    | Racing de Santander | 2                                                                | 0                                                                | 2                                                                |                                                                  |  |                     |                                                                  |                                                                  |                                                                  |                                                                  |  |                    |                                                                  |                                                                  |                                                                  |                                                                  |  |               |                                                    |                                                    |  |
|  |                        |                        |                    | Racing de Santander | 2                                                                | 0                                                                | 2                                                                |                                                                  |  |                     |                                                                  |                                                                  |                                                                  |                                                                  |  |                    |                                                                  |                                                                  |                                                                  |                                                                  |  |               |                                                    |                                                    |  |
|  |                        |                        | Athletic Club      | 0                   | 0                                                                | 0                                                                |                                                                  |                                                                  |  |                     |                                                                  |                                                                  |                                                                  |                                                                  |  |                    |                                                                  |                                                                  |                                                                  |                                                                  |  |               |                                                    |                                                    |  |
|  | San Seb. de los Reyes  | 1                      | Athletic Club      | 0                   | 0                                                                | 0                                                                |                                                                  |                                                                  |  |                     |                                                                  |                                                                  |                                                                  |                                                                  |  |                    |                                                                  |                                                                  |                                                                  |                                                                  |  |               |                                                    |                                                    |  |
|  | San Seb. de los Reyes  | 1                      |                    |                     |                                                                  |                                                                  |                                                                  |                                                                  |  |                     |                                                                  |                                                                  |                                                                  |                                                                  |  |                    |                                                                  |                                                                  |                                                                  |                                                                  |  |               |                                                    |                                                    |  |
|  | Athletic Club          | 2                      |                    |                     |                                                                  |                                                                  |                                                                  |                                                                  |  |                     |                                                                  |                                                                  |                                                                  |                                                                  |  |                    |                                                                  |                                                                  |                                                                  |                                                                  |  |               |                                                    |                                                    |  |
|  | Athletic Club          | 2                      |                    |                     |                                                                  |                                                                  |                                                                  |                                                                  |  | Racing de Santander | 1                                                                | 0                                                                | 1                                                                |                                                                  |  |                    |                                                                  |                                                                  |                                                                  |                                                                  |  |               |                                                    |                                                    |  |
|  |                        |                        |                    |                     |                                                                  |                                                                  |                                                                  |                                                                  |  | Racing de Santander | 1                                                                | 0                                                                | 1                                                                |                                                                  |  |                    |                                                                  |                                                                  |                                                                  |                                                                  |  |               |                                                    |                                                    |  |
|  |                        |                        | Real Zaragoza      | 1                   | 2                                                                | 3                                                                |                                                                  |                                                                  |  |                     |                                                                  |                                                                  |                                                                  |                                                                  |  |                    |                                                                  |                                                                  |                                                                  |                                                                  |  |               |                                                    |                                                    |  |
|  | Real Jaén              | 1 (8)                  | Real Zaragoza      | 1                   | 2                                                                | 3                                                                |                                                                  |                                                                  |  |                     |                                                                  |                                                                  |                                                                  |                                                                  |  |                    |                                                                  |                                                                  |                                                                  |                                                                  |  |               |                                                    |                                                    |  |
|  | Real Jaén              | 1 (8)                  |                    |                     |                                                                  |                                                                  |                                                                  |                                                                  |  |                     |                                                                  |                                                                  |                                                                  |                                                                  |  |                    |                                                                  |                                                                  |                                                                  |                                                                  |  |               |                                                    |                                                    |  |
|  | Real Murcia (p.)       | 1 (9)                  |                    |                     |                                                                  |                                                                  |                                                                  |                                                                  |  |                     |                                                                  |                                                                  |                                                                  |                                                                  |  |                    |                                                                  |                                                                  |                                                                  |                                                                  |  |               |                                                    |                                                    |  |
|  | Real Murcia (p.)       | 1 (9)                  |                    | Real Murcia         | 2                                                                | 1                                                                | 3                                                                |                                                                  |  |                     |                                                                  |                                                                  |                                                                  |                                                                  |  |                    |                                                                  |                                                                  |                                                                  |                                                                  |  |               |                                                    |                                                    |  |
|  |                        |                        |                    | Real Murcia         | 2                                                                | 1                                                                | 3                                                                |                                                                  |  |                     |                                                                  |                                                                  |                                                                  |                                                                  |  |                    |                                                                  |                                                                  |                                                                  |                                                                  |  |               |                                                    |                                                    |  |
|  |                        |                        | Real Zaragoza      | 3                   | 4                                                                | 7                                                                |                                                                  |                                                                  |  |                     |                                                                  |                                                                  |                                                                  |                                                                  |  |                    |                                                                  |                                                                  |                                                                  |                                                                  |  |               |                                                    |                                                    |  |
|  | Beasáin                | 0                      | Real Zaragoza      | 3                   | 4                                                                | 7                                                                |                                                                  |                                                                  |  |                     |                                                                  |                                                                  |                                                                  |                                                                  |  |                    |                                                                  |                                                                  |                                                                  |                                                                  |  |               |                                                    |                                                    |  |
|  | Beasáin                | 0                      |                    |                     |                                                                  |                                                                  |                                                                  |                                                                  |  |                     |                                                                  |                                                                  |                                                                  |                                                                  |  |                    |                                                                  |                                                                  |                                                                  |                                                                  |  |               |                                                    |                                                    |  |
|  | Real Zaragoza          | 3                      |                    |                     |                                                                  |                                                                  |                                                                  |                                                                  |  |                     |                                                                  |                                                                  |                                                                  |                                                                  |  |                    |                                                                  |                                                                  |                                                                  |                                                                  |  |               |                                                    |                                                    |  |
|  | Real Zaragoza          | 3                      |                    |                     |                                                                  |                                                                  |                                                                  |                                                                  |  |                     |                                                                  |                                                                  |                                                                  |                                                                  |  |                    |                                                                  |                                                                  |                                                                  |                                                                  |  |               |                                                    |                                                    |  |
|  |                        |                        |                    |                     |                                                                  |                                                                  |                                                                  |                                                                  |  |                     |                                                                  |                                                                  |                                                                  |                                                                  |  |                    |                                                                  |                                                                  |                                                                  |                                                                  |  |               |                                                    |                                                    |  |

## Octavos de final
|  | CD Leganés | 2 - 2 | Celta de Vigo |  |  |
|  |            |       |               |  |  |

| Partido Ida                   | CD Leganés  | 1 - 2   | Celta de Vigo        | |
| 10 de enero de 2001 21:00 CET | Moráles 22' | Reporte | Tomás 7' Berizzo 82' | Leganés / Madrid / Comunidad de Madrid Estadio Municipal de Butarque 2.500 espectadores Losantos Omar |

| Partido Vuelta                | Celta de Vigo | 0 - 1   | CD Leganés   |                                                                                       |  |
| 17 de enero de 2001 21:15 CET |               | Reporte | Makukula 80' | Vigo / Pontevedra / Galicia Estadio de Balaidos 5.000 espectadores Rodríguez Santiago |  |

|  | CD Tenerife | 0 - 4 | RCD Mallorca |  |  |
|  |             |       |              |  |  |

| Partido Ida                   | CD Tenerife | 0 - 2   | RCD Mallorca                   | |
| 10 de enero de 2001 22:00 CET |             | Reporte | Basavilbaso (pp) 19' Eto'o 29' | Santa Cruz de Tenerife / Santa Cruz de Tenerife / Canarias Heliodoro Rodríguez López 10.000 espectadores Daudén Ibáñez |

| Partido Vuelta                | RCD Mallorca     | 2 - 0   | CD Tenerife | |  |
| 17 de enero de 2001 21:00 CET | Carlitos 39' 69' | Reporte |             | Palma de Mallorca / Mallorca / Islas Baleares Estadio Son Moix — Espectadores Miguel Ángel Pérez Lasa |  |

|  | CF Extremadura | 1 - 2 | RCD Espanyol |  |  |
|  |                |       |              |  |  |

| Partido Ida                   | CF Extremadura | 1 - 1   | RCD Espanyol | |
| 10 de enero de 2001 21:00 CET | Kalla 75'      | Reporte | Serrano 59'  | Almendralejo / Badajoz / Extremadura Estadio Francisco de la Hera 3.000 espectadores Medina Cantalejo |

| Partido Vuelta                | RCD Espanyol  | 1 - 0   | CF Extremadura |                                                                                                   |  |
| 17 de enero de 2001 21:00 CET | Galca (p) 82' | Reporte |                | Barcelona / Barcelona / Cataluña Estadio Olímpico de Montjuïc 7.700 Espectadores Undiano Mallenco |  |

|  | Gimnástica de Torrelavega | 0 - 1 | F.C. Barcelona |  |  |
|  |                           |       |                |  |  |

| Partido Ida                   | Gimnástica de Torrelavega | 0 - 1   | F.C. Barcelona |                                                                                               |
| 10 de enero de 2001 21:15 CET |                           | Reporte | Rivaldo 74'    | Torrelavega / Cantabria / Cantabria Estadio El Malecón 12.000 Espectadores Iturralde González |

| Partido Vuelta                | F.C. Barcelona | 0 - 0   | Gimnástica de Torrelavega |                                                                                   |  |
| 16 de enero de 2001 21:30 CET |                | Reporte |                           | Barcelona / Barcelona / Cataluña Estadio Camp Nou 7.000 Espectadores Bueno Grimal |  |

|  | Guadix CF | 0 - 0 | Granada CF |  |  |
|  |           |       |            |  |  |

| Partido Ida                   | Guadix CF | 0 - 0   | Granada CF |                                                                                          |
| 10 de enero de 2001 20:30 CET |           | Reporte |            | Guadix / Granada / Andalucía Estadio Municipal de Guadix 2.200 Espectadores Megía Dávila |

| Partido Vuelta                | Granada CF                                             | 0 - 0                                                 | Guadix CF                                   |                                                                                              |  |
| 17 de enero de 2001 20:30 CET | Cervián Pedro Vega Alex Huegún Tabuenka Robert Pascual | Reporte Tanda de Penaltis 1-0 2-0 2-1 3-2 3-3 4-4 5-4 | Kuni Aguilera Samuel Cruz Pollo Pichi Pedro | Granada / Granada / Andalucía Estadio Nuevo Los Cármenes 8.000 espectadores Pereñíguez Pérez |  |

|  | Atlético de Madrid | 4 - 2 | Rayo Vallecano |  |  |
|  |                    |       |                |  |  |

| Partido Ida                   | Atlético de Madrid | 2 - 2   | Rayo Vallecano              | |
| 11 de enero de 2001 21:30 CET | Salva 21' 25'      | Reporte | Quevedo 69' De Quintana 85' | Madrid / Madrid / Comunidad de Madrid Estadio Vicente Calderón 15.000 espectadores Ramírez Domínguez |

| Partido Vuelta                | Rayo Vallecano | 0 - 2   | Atlético de Madrid |                                                                                               |  |
| 17 de enero de 2001 21:00 CET |                | Reporte | Salva 16' Kiko 78' | Madrid / Madrid / Comunidad de Madrid Estadio Teresa Rivero 16.000 espectadores Pérez Burrull |  |

|  | Racing de Santander | 2 - 0 | Athletic Club |  |  |
|  |                     |       |               |  |  |

| Partido Ida                   | Racing de Santander                  | 2 - 0   | Athletic Club |                                                                                            |
| 10 de enero de 2001 20:30 CET | Asier Del Horno (pp) 4' Preciado 41' | Reporte |               | Santander / Cantabria / Cantabria Estadio El Sardinero 12.000 espectadores Ansuátegui Roca |

| Partido Vuelta                | Athletic Club | 0 - 0   | Racing de Santander |                                                                                        |  |
| 17 de enero de 2001 20:15 CET |               | Reporte |                     | Bilbao / Vizcaya / País Vasco Estadio San Mamés 42.000 espectadores Andradas Asurmendi |  |

|  | Real Murcia CF | 3 - 7 | Real Zaragoza |  |  |
|  |                |       |               |  |  |

| Partido Ida                   | Real Murcia CF             | 2 - 3   | Real Zaragoza                           |                                                                                             |
| 10 de enero de 2001 21:00 CET | Tonelotto 20' Luis Gil 87' | Reporte | Aragón 54' José Ignacio 60' Juanele 70' | Murcia / Murcia / Región de Murcia Estadio La Condomina 10.000 espectadores Esquinas Torres |

| Partido Vuelta                | Real Zaragoza                               | 4 - 1   | Real Murcia CF |                                                                                    |  |
| 17 de enero de 2001 20:30 CET | Jamelli 27' Ferrón 29' José Ignacio 61' 72' | Reporte | Tonelotto 49'  | Zaragoza / Zaragoza / Aragón Estadio La Romareda 12.000 espectadores Llonch Andreu |  |

## Cuartos de final
|  | Celta de Vigo | 4 - 3 | RCD Mallorca |  |  |
|  |               |       |              |  |  |

| Partido Ida                   | Celta de Vigo                         | 3 - 1   | RCD Mallorca |                                                                                 |
| 31 de enero de 2001 21:15 CET | Gustavo López (p) 51' 69' Cáceres 77' | Reporte | Finidi 15'   | Vigo / Pontevedra / Galicia Estadio de Balaidos 15.000 espectadores López Nieto |

| Partido Vuelta                 | RCD Mallorca          | 2 - 1   | Celta de Vigo | |  |
| 7 de febrero de 2001 21:00 CET | Nadal 45' Engonga 85' | Reporte | Catanha 74'   | Palma de Mallorca / Mallorca / Islas Baleares Estadio Son Moix 20.000 espectadores Iturralde González |  |

|  | RCD Espanyol | 2 - 3 | F.C. Barcelona |  |  |
|  |              |       |                |  |  |

| Partido Ida                   | RCD Espanyol | 1 - 2   | F.C. Barcelona          |                                                                                                  |
| 30 de enero de 2001 21:30 CET | Tamudo 12'   | Reporte | Rivaldo 13' Alfonso 41' | Barcelona / Barcelona / Cataluña Estadio Olímpico de Montjuïc 24.300 Espectadores Carmona Méndez |

| Partido Vuelta                 | F.C. Barcelona   | 1 - 1   | RCD Espanyol |                                                                                     |  |
| 7 de febrero de 2001 21:00 CET | Frank De Boer 6' | Reporte | Roger 19'    | Barcelona / Barcelona / Cataluña Estadio Camp Nou 85.000 espectadores Pérez Burrull |  |

|  | Granada CF | 1 - 4 | Atlético de Madrid |  |  |
|  |            |       |                    |  |  |

| Partido Ida                   | Granada CF | 0 - 1   | Atlético de Madrid  |                                                                                               |
| 31 de enero de 2001 21:15 CET |            | Reporte | Fernando Correa 40' | Granada / Granada / Andalucía Estadio Nuevo Los Cármenes 15.000 espectadores Eleicegui Uranga |

| Partido Vuelta                 | Atlético de Madrid         | 3 - 1   | Granada CF |                                                                                                   |  |
| 6 de febrero de 2001 21:30 CET | Salva 30' (p) 74' Dani 52' | Reporte | Puntas 76' | Madrid / Madrid / Comunidad de Madrid Estadio Vicente Calderón 20.000 espectadores Téllez Sánchez |  |

|  | Racing de Santander | 1 - 3 | Real Zaragoza |  |  |
|  |                     |       |               |  |  |

| Partido Ida                   | Racing de Santander | 1 - 1   | Real Zaragoza |                                                                                         |
| 31 de enero de 2001 20:45 CET | Arzeno 72'          | Reporte | Ferrón 1'     | Santander / Cantabria / Cantabria Estadio El Sardinero 9.000 espectadores García-Aranda |

| Partido Vuelta               | Real Zaragoza               | 2 - 0   | Racing de Santander |                                                                                    |  |
| 7 de enero de 2001 21:00 CET | 'Toro' Acuña 32' Aguado 58' | Reporte |                     | Zaragoza / Zaragoza / Aragón Estadio La Romareda 18.000 espectadores Losantos Omar |  |

## Semifinales
|  | Celta de Vigo | 4 - 2 | F.C. Barcelona |  |  |
|  |               |       |                |  |  |

| Partido Ida                   | Celta de Vigo                       | 3 - 1   | F.C. Barcelona |                                                                                     |
| 21 de junio de 2001 21:30 CET | Berizzo 48' Mostovói 51' Jesuli 70' | Reporte | Simão 6'       | Vigo / Pontevedra / Galicia Estadio de Balaidos 26.000 espectadores Ansuátegui Roca |

| Partido Vuelta                | F.C. Barcelona | 1 - 1   | Celta de Vigo |                                                                                       |  |
| 24 de junio de 2001 21:30 CET | Kluivert 4'    | Reporte | Berizzo 2'    | Barcelona / Barcelona / Cataluña Estadio Camp Nou 50.000 espectadores Fernández Marín |  |

|  | Atlético de Madrid | 1 - 2 | Real Zaragoza |  |  |
|  |                    |       |               |  |  |

| Partido Ida                   | Atlético de Madrid | 0 - 2   | Real Zaragoza                |                                                                                                   |
| 20 de junio de 2001 21:30 CET |                    | Reporte | 'Toro' Acuña 29' Jamelli 69' | Madrid / Madrid / Comunidad de Madrid Estadio Vicente Calderón 25.000 espectadores Carmona Méndez |

| Partido Vuelta                | Real Zaragoza | 0 - 1   | Atlético de Madrid |                                                                                    |  |
| 23 de junio de 2001 21:30 CET |               | Reporte | Fagiani 29         | Zaragoza / Zaragoza / Aragón Estadio La Romareda 30.000 espectadores Losantos Omar |  |

## Final
| 1  | POR | Pablo Cavallero    |     |
| 2  | DEF | Juan Velasco       | 67' |
| 4  | DEF | Fernando Cáceres   |     |
| 25 | DEF | Eduardo Berizzo    |     |
| 14 | DEF | Juanfran           |     |
| 12 | MED | Juan Jayo          |     |
| 5  | MED | Everton Giovanella |     |
| 8  | MED | Valeri Karpin      |     |
| 10 | MED | Aleksandr Mostovói |     |
| 11 | MED | Gustavo López      | 80' |
| 24 | DEL | Catanha            |     |
| DT | DT  | Victor Fernández   |     |

| 1  | POR | César Láinez    |     |
| 12 | DEF | Miguel Rebosio  | 77' |
| 6  | DEF | Xavi Aguado     |     |
| 23 | DEF | Paco            |     |
| 16 | DEF | Pablo Díaz      |     |
| 14 | MED | José Ignacio    |     |
| 25 | MED | Sergei Gurenko  |     |
| 20 | MED | Roberto Acuña   |     |
| 11 | MED | Martín Vellisca | 88' |
| 3  | DEL | Paulo Jamelli   | 67' |
| 7  | DEL | Juanele         |     |
| DT | DT  | Luis Costa      |     |

| 22 | MED | Edu            | 67' |
| 17 | DEL | Benni McCarthy | 80' |

| 9  | DEL | Yordi                | 67' |
| 4  | DEF | Luis Carlos Cuartero | 77' |
| 10 | MED | Ander Garitano       | 88' |

|  | 4' | Aleksandr Mostovói | 1-0 |

|       | 24' | Xavi Aguado   | 1-1 |
| Penal | 38' | Paulo Jamelli | 1-2 |
|       | 94' | Yordi         | 1-3 |

|  | 35' | Eduardo Berizzo |
|  | 50' | Juanfran        |

|  | 47' | Paulo Jamelli |
|  | 78' | José Ignacio  |
|  | 90' | César Láinez  |

| Otorgado · Otorgado otra vez · Expulsado | 90' 92' | Pablo Díaz |

| 1  | POR | Pablo Cavallero    |     |
| 2  | DEF | Juan Velasco       | 67' |
| 4  | DEF | Fernando Cáceres   |     |
| 25 | DEF | Eduardo Berizzo    |     |
| 14 | DEF | Juanfran           |     |
| 12 | MED | Juan Jayo          |     |
| 5  | MED | Everton Giovanella |     |
| 8  | MED | Valeri Karpin      |     |
| 10 | MED | Aleksandr Mostovói |     |
| 11 | MED | Gustavo López      | 80' |
| 24 | DEL | Catanha            |     |
| DT | DT  | Victor Fernández   |     |

| 1  | POR | César Láinez    |     |
| 12 | DEF | Miguel Rebosio  | 77' |
| 6  | DEF | Xavi Aguado     |     |
| 23 | DEF | Paco            |     |
| 16 | DEF | Pablo Díaz      |     |
| 14 | MED | José Ignacio    |     |
| 25 | MED | Sergei Gurenko  |     |
| 20 | MED | Roberto Acuña   |     |
| 11 | MED | Martín Vellisca | 88' |
| 3  | DEL | Paulo Jamelli   | 67' |
| 7  | DEL | Juanele         |     |
| DT | DT  | Luis Costa      |     |

| 22 | MED | Edu            | 67' |
| 17 | DEL | Benni McCarthy | 80' |

| 9  | DEL | Yordi                | 67' |
| 4  | DEF | Luis Carlos Cuartero | 77' |
| 10 | MED | Ander Garitano       | 88' |

|  | 4' | Aleksandr Mostovói | 1-0 |

|       | 24' | Xavi Aguado   | 1-1 |
| Penal | 38' | Paulo Jamelli | 1-2 |
|       | 94' | Yordi         | 1-3 |

|  | 35' | Eduardo Berizzo |
|  | 50' | Juanfran        |

|  | 47' | Paulo Jamelli |
|  | 78' | José Ignacio  |
|  | 90' | César Láinez  |

| Otorgado · Otorgado otra vez · Expulsado | 90' 92' | Pablo Díaz |

|                   |
| Bandera de Aragón |
| Campeón           |
| Real Zaragoza     |
| 5.º título        |